# .ng
.ng је највиши Интернет домен државних кодова (ccTLD) за Нигерију.